# David Meza Colli
Derlis David Meza Colli, più noto solo come David Meza Colli o semplicemente come David Meza (Asunción, 15 agosto 1988), è un calciatore paraguaiano, centrocampista dell'Ohod.
Possiede il passaporto italiano. Ha un fratello, César Meza Colli, anch'egli calciatore.

## Carriera
Inizia la carriera in Grecia giocando 2 partite in massima divisione con l'Atromitos e 15 con il PAS Giannina, prima di arrivare in Italia nel 2009 dapprima nella formazione del Real Misano di Eccellenza-Girone B dell'Emilia-Romagna e poi approdare nel 2010 nelle file del Cesena, che nel gennaio 2011 lo ha ceduto in prestito al Pavia con cui ha debuttato in Lega Pro Prima Divisione il 13 marzo seguente. A seguito delle buone prestazioni come centrocampista centrale nel girone di ritorno, nella stagione 2011-2012 il prestito alla compagine lombarda viene confermato. la stagione seguente fa ritorno al Cesena segnando anche un gol, a fine stagione viene venduto all'Inter Baku.